# Croix du Tréport
La croix du Tréport aussi appelée croix du Musoir est un monument situé au Tréport, en France.

## Localisation
Elle est située place Charles-de-Gaulle, en haut de la rue Commune-de-Paris au Tréport.

## Historique
L'édifice est daté du XVIe siècle-XVIIe siècle. Il a servi d'ex-voto lors de l'épidémie de peste survenue en 1618.
Érigée au bas de la « grande rue » (au lieu-dit du Musoir), elle devint gênante pour la circulation et est renversée en 1840. Elle est remontée en haut de cette rue en 1843 sur ordre de Louis-Philippe. Renversée à nouveau, elle fait l'objet d'une restauration au début du XXe siècle.
La croix est classée comme monument historique depuis le 10 septembre 1913.
Elle est rénovée en 2009.
Le matin du 15 août 2024, la croix est retrouvée fracturée et au sol,.

## Description
Cette croix de grès haute de 3,63 m est portée par un fût octogonal parsemé d‘étoiles, de fleurs de lys et de L (pour Louis XIII).
Sur une face, le Christ, et au-dessous la Vierge et saint Jean ; sur l'autre face, une Vierge à l'enfant et au-dessous saint Jacques et saint Laurent.